# Vejvanovice
Vejvanovice är en ort i Tjeckien.   Den ligger i regionen Pardubice, i den centrala delen av landet, 100 km öster om huvudstaden Prag. Vejvanovice ligger 240 meter över havet och antalet invånare är 289.
Terrängen runt Vejvanovice är platt.Runt Vejvanovice är det ganska tätbefolkat, med 104 invånare per kvadratkilometer. Närmaste större samhälle är Pardubice, 10,7 km nordväst om Vejvanovice. Trakten runt Vejvanovice består till största delen av jordbruksmark.